# André Gautier
Ne doit pas être confondu avec André Gauthier, député de l'Isère
Pour les articles homonymes, voir Gautier.
André Gautier, né le 26 avril 1908 à  Breloux-la-Crèche  (Deux-Sèvres) et mort le 16 avril 1983 à La Seyne-sur-Mer (Var) est un homme politique français.

## Biographie
Fils d'un gardien de prison, André Gautier entre jeune dans le monde du travail, après l'obtention du certificat d'études, comme ouvrier du bâtiment. Membre des jeunesses communistes en 1925, actif au sein du secours rouge à partir de 1927, il adhère en 1933 au Parti communiste. Cette même année, il épouse en secondes noces Malca Cohn, militante communiste d'origine roumaine.
Secrétaire de la section communiste de Melun en 1937, il s'engage l'année suivante  dans les Brigades internationales et participe à la Guerre d'Espagne. Blessé lors de la bataille de l'Ebre, en juillet, il rentre en France.
Mobilisé au début de la seconde guerre mondiale, il participe aux combats, puis, après l'armistice, s'engage dans la résistance au sein des Francs tireurs et partisans. Arrêté en mars 1942, il est condamné l'année suivante à deux ans de prison pour activité communiste, et ne quitte la prison de la Santé qu'à la Libération, en juillet 1944.
Promu lieutenant FFI, son action durant l'Occupation lui vaut la croix de guerre, la croix du combattant volontaire et la médaille de la résistance.
Il est ensuite président de la fédération de Seine-et-Marne des déportés, internés, résistants et patriotes.
En 1945, il devient secrétaire de la fédération communiste de Seine-et-Marne. En octobre, second sur la liste du PCF pour l'élection de la première assemblée constituante dans le département, il est élu député, et réélu en juin et novembre 1946.
À l'assemblée, il est d'abord un fervent défenseur de la reconstruction, puis intervient essentiellement en faveur des anciens résistants.
En 1947, il est élu maire adjoint de Melun, mandat qu'il exerce jusqu'en 1953, année où il est cependant réélu au conseil municipal, pour un dernier mandat.
Réélu député en 1951, toujours dans les mêmes conditions, il s'implique fortement dans les débats autour de la loi d'amnistie de 1952, dont il essaye de réduire au maximum la portée. Il conserve son siège en 1956, et, durant ce court mandat, concerne son activité sur les questions de logement et d'urbanisme.
Ayant quitté la direction fédérale du PCF en 1957, il est cependant candidat à sa réélection comme député en 1958, en vain.